# NGC 3858
NGC 3858 = NGC 3866 ist eine Spiralgalaxie vom Hubble-Typ Sa im Sternbild Becher am Südsternhimmel. Sie ist schätzungsweise 250 Millionen Lichtjahre von der Milchstraße entfernt und hat einen Durchmesser von etwa 105.000 Lj. 

Im selben Himmelsareal befindet sich u. a. die Galaxie NGC 3854.
Das Objekt wurde Im Jahr 1886 von Francis Preserved Leavenworth entdeckt.